# Parrocchia di Saint Joseph (Dominica)
La parrocchia di Saint Joseph si trova nella parte occidentale dell'isola di Dominica e conta 5.765 abitanti.
Confina a nord con Saint Peter, a nord-est con Saint Andrew, a est con Saint David e a sud con Saint Paul.

## Località
Il centro più importante è Saint Joseph, con 2.029 abitanti. Tra le altre località ci sono:
- Salisbury
- Coulibistri
- Mero
- Morne Raquette
- Belles